# Fear of Domination
Fear of Domination est un groupe de metal industriel finlandais formé en 2006.

## Histoire
Le groupe est fondé en Finlande en 2006 par Saku Solin au chant, Jan-Erik Kari à la guitare et Jaakko Arteli à la batterie. Ils sont rapidement rejoints par Marko Salmikangas, qui joue de la guitare pendant un an, et de Lauri Ojanen, bassiste et inventeuse du nom du groupe. « Fear of Domination » doit au début être le nom d'une chanson, mais devient celui du groupe car sa sonorité plaisent à tous ses membres.
En 2007, Johannes Niemi remplace Salmikangas à la guitare et Fear of Domination enregistre sa première démo, une chanson portant le même nom. L'année suivante, Niina Telén rejoint le groupe au piano. Fear of Domination enregistre, au D-Studio de Klaukkala, un album de neuf chansons.
Le premier album du groupe, Call of Schizophrenia, sort chez le label Osasto A-records en 2009 et marque le début des tournées du groupe, en commençant par une première partie de Deathstars sur leur tournée en Finlande début 2010.
En 2010, Jaakko Artelli quitte Fear of Domination pour cause de différends artistiques. Il est immédiatement remplacé par Vesa Ahlroth. L'année suivante, le groupe sort son deuxième album, Create.Control.Exterminate. Cet album obtient plus de succès médiatique, en particulier avec la chanson Pandemonium. Papa Wilska rejoint ensuite le groupe en tant qu'ingénieur du son, accompagnant les musiciens en concert et pour leurs enregistrements.
De son côté, au printemps 2012, Niina Telén quitte à son tour le groupe, qui l'empêche de se concentrer sur ses études. Elle est remplacée par Lasse Raelahti, tandis que Helena Haaparanta devient chanteuse. 
La chanson Paperdoll sort au printemps 2013 et reçoit un accueil positif. Pendant l'été, le groupe enregistre son troisième album, et à l'automne, le premier clip est publié : Legion. L'album enregistré à l'été 2013, Distorted Delusions, sort en février 2014, et le groupe fait sa première tournée européenne à l'automne.
En août 2015, un nouveau clip, El Toro, est mis en ligne.
Le 6 mai 2016, le quatrième album, Atlas, est publié ; il a déjà été annoncé quelques jours plus tôt avec la sortie du clip Adrenaline. 
Helena Haaparanta quitte le groupe début 2017, proposant d'être remplacée par Sara Strömmer. Sa proposition est acceptée, et Strömmer finit par passer de choriste à chanteuse au même titre que Saku Solin : la nouvelle lui est annoncée lors d'un concert, par surprise alors qu'elle est sur scène. Quelques mois plus tard, Saku Solin rejoint le groupe Turmion Kätilöt.
En décembre 2017, le groupe engage le percussionniste Miikki Kunttu.
En février 2018, Fear of Domination sort son single The Last Call, puis Obsession plus tard dans le mois. En avril, c'est au tour de Face of Pain. L'album Metanoia sort finalement en mai 2018.

## Image
Le groupe arbore des maquillages colorés et une apparence excentrique. L'énergie de leurs performances est parfois évoquée par les commentateurs,.

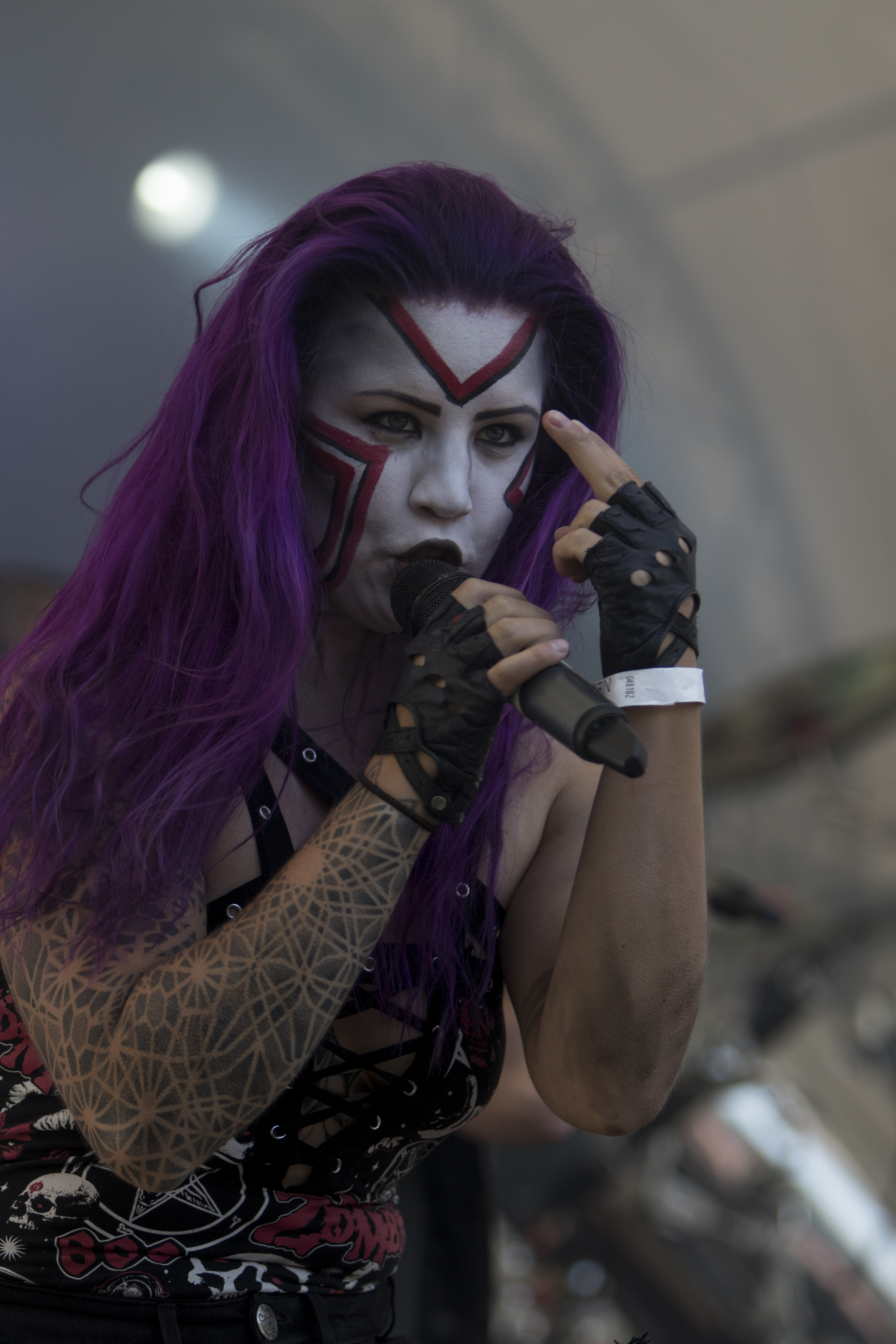
Sara Vanhamäki à Tampere en août 2019

## Thèmes abordés
Le groupe aborde généralement des thèmes proches de la psychiatrie et du sexe.

## Discographie
Fear of Domination a publié 5 albums depuis 2009, ainsi que 2 démos et quelques singles.
- 2009 : Call of Schizophrenia
- 2011 : Create.Control.Exterminate
- 2014 : Distorted Delusions
- 2016 : Atlas
- 2018 : Metanoia

Ils ont également repris la chanson The Bad Touch.